# Manuel Ruisánchez Castaños
Manuel Ruisánchez Castaños fue alcalde de Salas entre el 28 de abril de 1981 y el 23 de mayo de 1983 por la Unión de Centro Democrático (UCD), sucediendo a Fernando Manuel Castro Grana (Alianza Popular).
Accedió a la alcaldía gracias a un acuerdo político alcanzado en 1979 entre Alianza Popular y la Unión de Centro Democrático para repartirse el mandato y evitar que Evaristo Lombardero Rico (UCA), que había obtenido 5 concejales en las elecciones municipales de ese año, asumiera el cargo. La suma de los 4 concejales de AP y los 4 de UCD les otorgaba mayoría absoluta (8 concejales). El pacto establecía que el cabeza de lista de AP ocuparía la alcaldía durante los dos primeros años, mientras que el líder de UCD sería teniente de alcalde; pasado ese tiempo, se intercambiarían los cargos. Así, Fernando Manuel Castro Grana inició el mandato en 1979 y, en 1981, fue sucedido por Manuel Ruisánchez Castaños.
Durante su gestión se inauguró la fábrica de Danone en Salas, que generó numerosos puestos de trabajo, y se construyó la piscina municipal que sigue en funcionamiento en la actualidad. Es recordado como un alcalde comprometido, cercano a los vecinos y promotor de mejoras en las infraestructuras locales.